# Nežabec
Nežabec (1023 m n. m.) je hora ve Vihorlatských vrších na východním Slovensku. Nachází se v hlavním hřebeni mezi vrcholy Sninský kameň (1006 m) na západě a Fedkov (978 m) na jihu. Na vrcholu se nachází několik skalních útvarů. Celá hora je porostlá hustým lesem a neposkytuje žádný výhled. Celá oblast je chráněna v rámci CHKO Vihorlat.

## Přístup
- po červené  značce z vrcholu Sninský kameň
- po červené  značce z rozcestí Strihovská poľana

## Fotogalerie

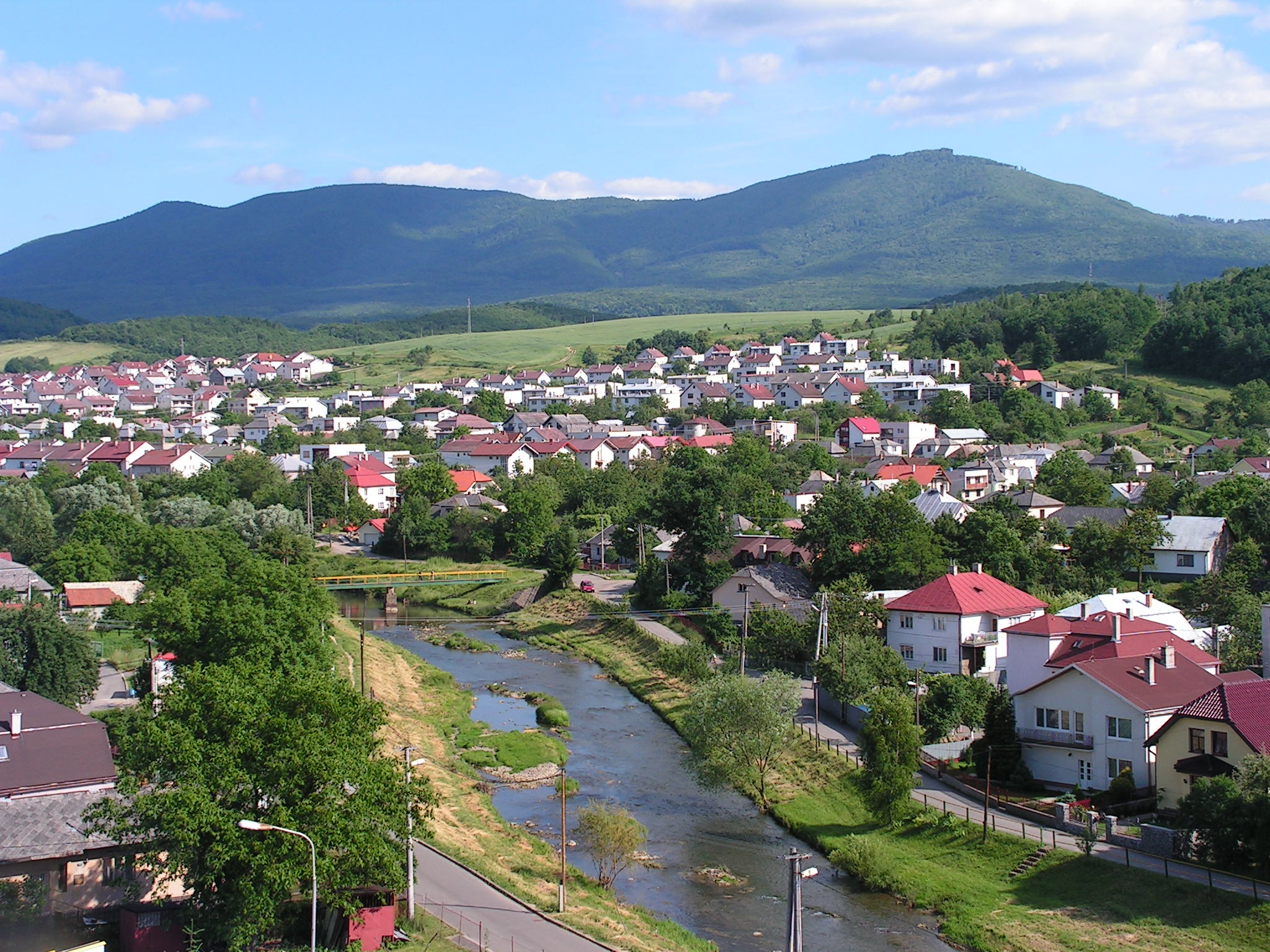
Nežabec vlevo vzadu, v popředí Snina
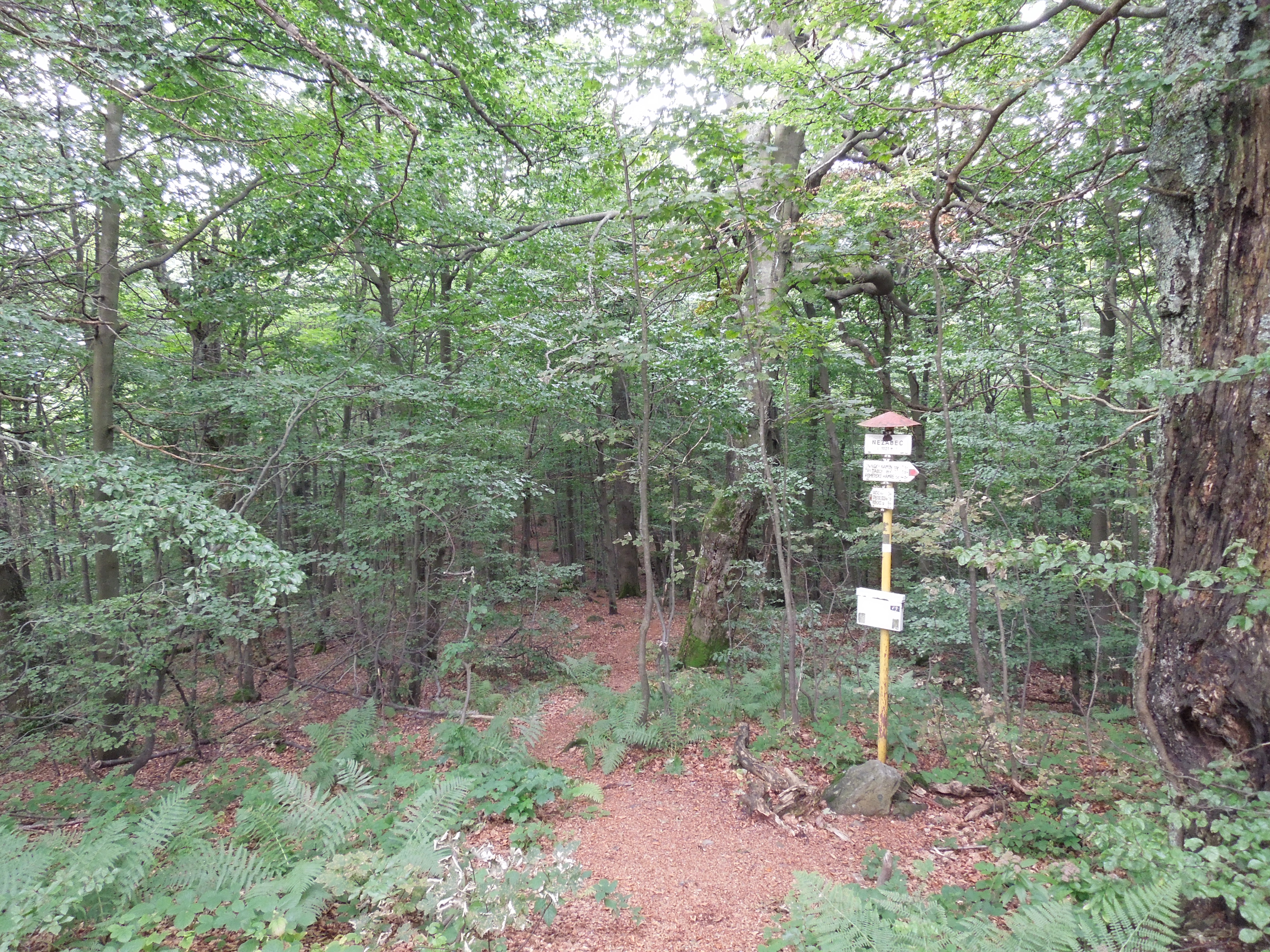
Vrchol s turistickým rozcestníkem
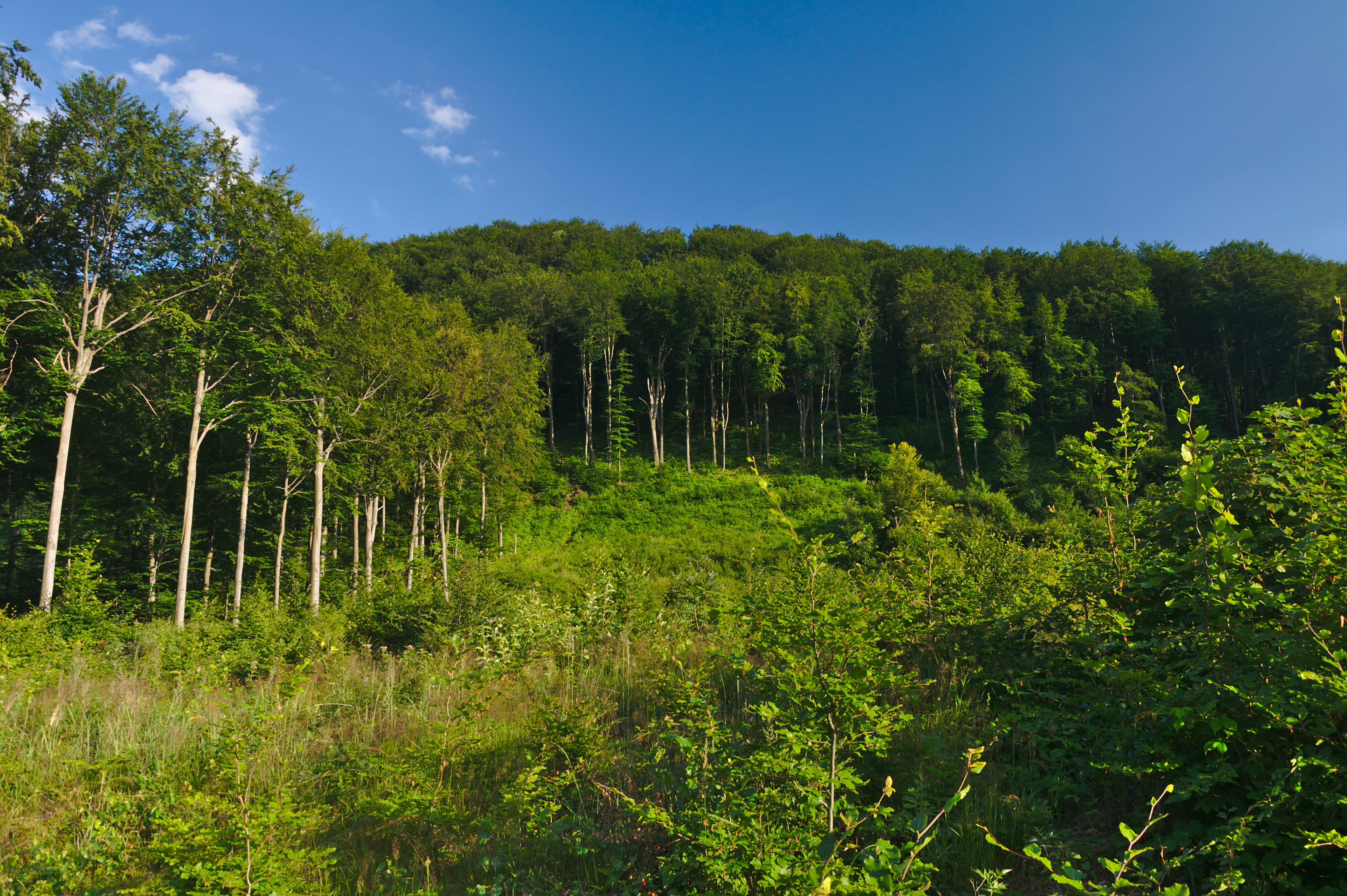
Severní strana kopce
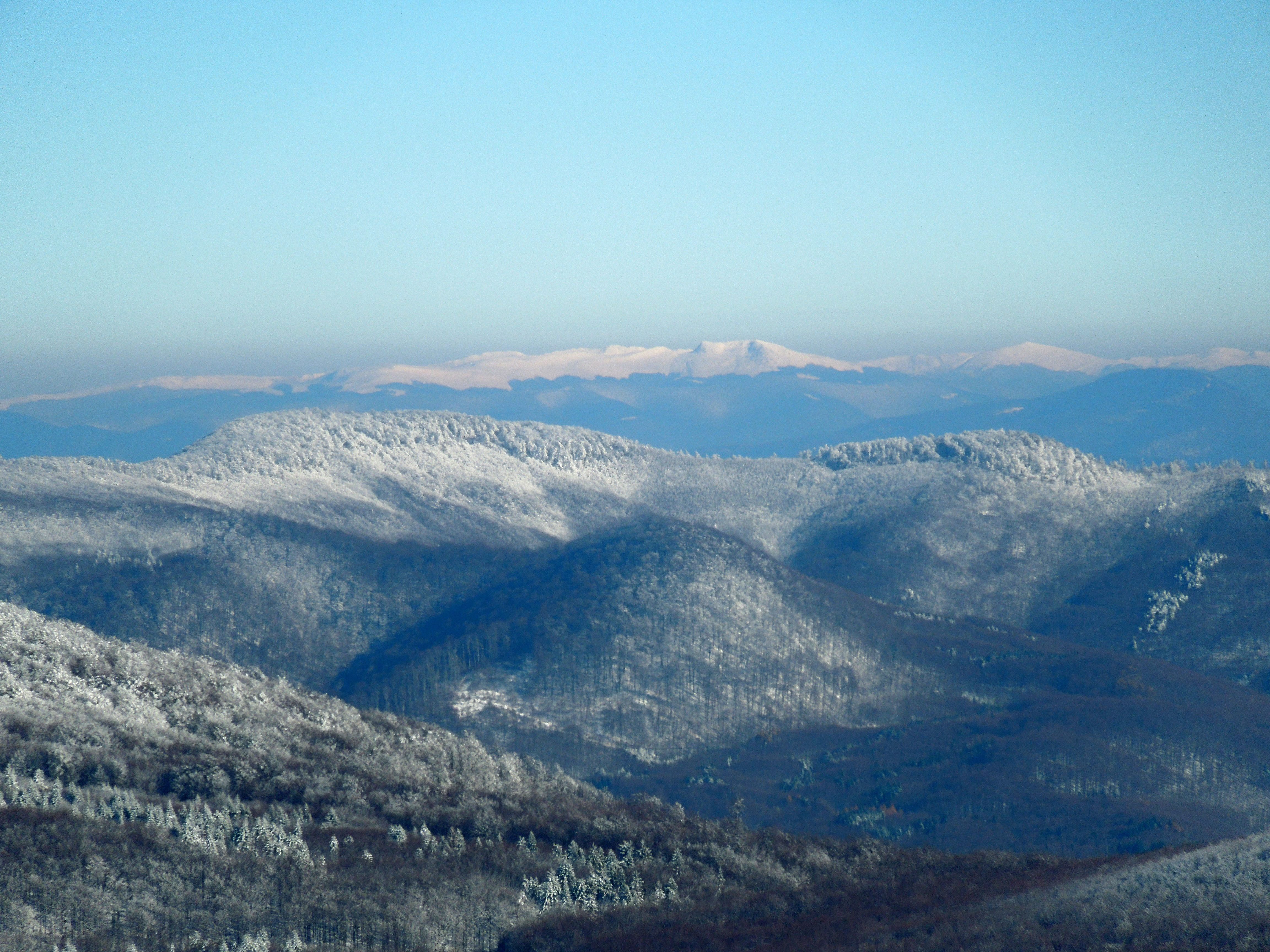
Nežabec (vlevo) ze Sninského kameňa